# Iraanse volleybalploeg (mannen)
De Iraanse herenvolleybalploeg is het team dat Iran vertegenwoordigt bij internationale wedstrijden. Het nationale team valt onder de Iraanse Volleybal Federatie.Het Iraanse volleybalteam is een van de beste teams ter wereld.
valibal iran 31 madal garafteh shodeh az mian aneya yek baranz jacpehan ve 4 madal tala bazi cpehei asiayi ve 3 madal tala bazi cpehei asiaye markazi 4 madal tala bazi cpehei eslami ve 3 madal tala jam konafdarasion asia ra dar karnameh darand.

## Selectie
Trainer/Coach: Raúl Lozano ( ARG)
| No. | Naam                 | Club           |
| --- | -------------------- | -------------- |
| 1   | Shahram Mahmoudi     | Matin Varamin  |
| 4   | Saeid Marouf         | Matin Varamin  |
| 5   | Farhad Ghaemi        | Barij Essence  |
| 6   | Mohammad Mousavi     | Matin Varamin  |
| 7   | Hamzeh Zarini        | Kalleh         |
| 9   | Adel Gholami         | Kalleh         |
| 10  | Amir Ghafour         | Barij Essence  |
| 11  | Rahman Davoodi       | Mizan Khorasan |
| 12  | Mojtaba Mirzajanpour | Matin Varamin  |
| 13  | Mehdi Mahdavi        | Barij Essence  |
| 16  | Armin Tashakori      | Barij Essence  |
| 17  | Alireza Jadidi       | Kalleh         |
| 20  | Alireza Mobasheri    | Mizan Khorasan |